# Catherine Lloyd Burns
Pour les articles homonymes, voir Lloyd et Burns.
Catherine Lloyd Burns est une actrice canadienne née le 19 avril 1961 à New York.

## Biographie
Burns est née à New York.

## Vie privée
Elle est mariée à l'écrivain et producteur Adam Forgash. Le couple a une fille. Ils vivent à Brooklyn, New York.

## Filmographie

### Cinéma
- 1993 : The Night We Never Met : Deli Customer
- 1996 : Michael : Evie
- 1998 : Le Prince de Sicile (Jane Austen's Mafia!) : Woman in Vegas Show
- 1999 : Les Aiguilleurs (Pushing Tin) : Tanya Hewitt
- 2000 : Everything Put Together : Judith
- 2000 : Au nom d'Anna (Keeping the Faith) : Debbie
- 2003 : Disposal : Sandra
- 2005 : The Baxter : Stella
- 2006 : The Last New Yorker : Hostess

### Télévision
- 1995 : Papa, l'ange et moi (Dad, the Angel & Me) : Fan no 1
- 1995 : Ménage à trois (Partners) (série) : Heather Pond
- 1997 : The Second Civil War (TV) : Amelia Sims
- 1998 : LateLine (série TV) : Mona Guillingsvard
- 2000 : Malcolm : Caroline Miller, l'institutrice de Malcolm

Catherine Lloyd burns a participé à une publicité américaine pour tampons hygiéniques où elle joue le rôle de Dame Nature qui apporte le cadeau mensuel (les règles) à une jeune fille et cette publicité a vu le jour à la télévision française dès 2009. En 2010, une autre pub pour le même produit est diffusée  à la télévision.